# Dreieck Darmstadt/Griesheim
De Dreieck Darmstadt/Griesheim is een knooppunt in de Duitse deelstaat Hessen. Op dit trompetknooppunt tussen Griesheim en Darmstadt sluit de A672 vanuit Darmstadt aan op de A67 (Mönchhof Dreieck-Viernheimer Dreieck).

## Rijstroken
Nabij het knooppunt hebben beide snelwegen 2x2 rijstroken. Alle verbindingswegen hebben één rijstrook.

## Verkeersintensiteiten
In 2010 werd het knooppunt dagelijks door ongeveer 80.000 voertuigen gebruikt. 
| Van                      | Naar                   | Gemiddeld aantal voertuigen per dag |
| ------------------------ | ---------------------- | ----------------------------------- |
| Darmstädter kreuz (A 27) | AD Darmstadt/Griesheim | 55.000                              |
| AD Darmstadt/Griesheim   | AD Darmstadt           | 30.000                              |
| AD Darmstadt/Griesheim   | AS Büttelborn          | 50.000                              |

## Richtingen knooppunt
| Aansluitende wegen                               | Aansluitende wegen                        | Aansluitende wegen | Aansluitende wegen | Aansluitende wegen                                                             |
| ------------------------------------------------ | ----------------------------------------- | ------------------ | ------------------ | ------------------------------------------------------------------------------ |
| richting Wiesbaden / Hannover Frankfurt / Keulen |                                           |                    |                    |                                                                                |
|                                                  |                                           |                    |                    |                                                                                |
|                                                  | richting Griesheim / Darmstadt-Stadtmitte |                    |                    |                                                                                |
|                                                  |                                           |                    |                    |                                                                                |
|                                                  |                                           |                    |                    | richting Darmstädter Kreuz Mannheim / Stuttgart Heidelberg / Karlsruhe / Bazel |